# Jean-Luc Ponty

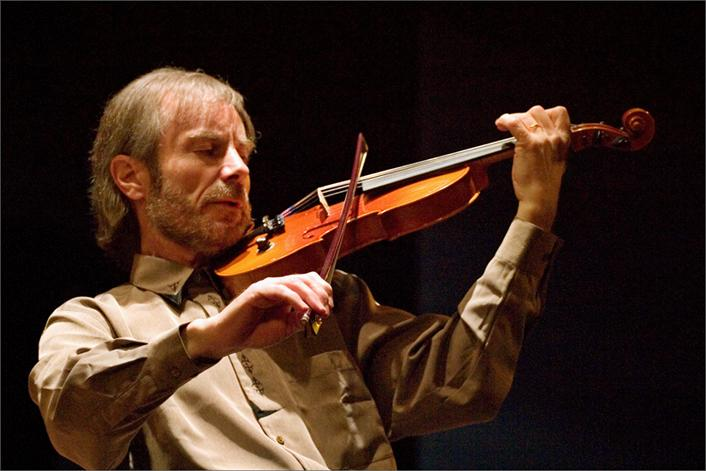
Jean Luc Ponty, Januar 2003

Jean-Luc Ponty (* 29. September 1942 in Avranches) ist ein französischer Fusionjazz-Violinist und -Komponist.

## Werdegang
Ponty erhielt ab dem sechsten Lebensjahr Geigenunterricht von Musiklehrern und wurde dann am Pariser Konservatorium als klassischer Violinist ausgebildet; sein Interesse am Jazz wurde unter anderem durch die Musik von Miles Davis und John Coltrane geweckt. 1960 und 1961 arbeitete er zunächst als Musiker im Sinfonieorchester Concerts Lamoureux, begann aber zugleich nachts in den Jazzclubs von Paris zu spielen. Bis 1964 war er Mitglied des Orchesters von Jef Gilson. Anschließend gründete er eine eigene Gruppe. Das Quartett mit Wolfgang Dauner, Daniel Humair und Niels-Henning Ørsted Pedersen war international erfolgreich; er begann, eine elektrische Violine zu verwenden, die er eine Oktave tiefer als die klassische Violine stimmte.
Er hat unter anderem mit Michel Portal, Stéphane Grappelli, Frank Zappa, Buell Neidlinger, Joachim Kühn, Daryl Stuermer und dem Mahavishnu Orchestra zusammengearbeitet und an mehr als 70 Alben mitgewirkt. 1973 wandte er sich konsequent dem Fusionjazz zu.
Seit 1977 verwendet er manchmal eine fünfsaitige Violine mit einer zusätzlichen tiefen C-Saite, außerdem eine sechssaitige so genannte Violectra mit zusätzlichen tiefen C- und F-Saiten. Ponty gehört zu den ersten Musikern, die die Violine mit Wah-Wah-Pedal, Verzerrern und anderen Effektgeräten kombinierten, wodurch er seine typische, manchmal synthesizer-ähnliche Klangfarbe erzeugt.
Bereits seit Mitte der 1990er Jahre, im Trio Rite of Strings mit Gitarrist Al Di Meola und Bassist Stanley Clarke, spielte er auch akustische Violine.  2005 gründete Ponty die akustische Fusion-Jazz-Supergroup Trio! mit Stanley Clarke und dem Banjospieler Béla Fleck.
Seine Tochter Clara Ponty ist Pianistin, Sängerin und Komponistin.

## Preise und Auszeichnungen
Quellenangaben
- 1967 – Django-Reinhardt-Preis in Frankreich für sein erstes Soloalbum (Prix Django Reinhardt)
- 1969 – Grammy-Nominierung (12th Annual GRAMMY Awards) für Best Instrumental Jazz Performance, Small Group or Soloist With Small Group[2]
- 1980 – Grammy-Nominierung (23rd Annual GRAMMY Awards) für Best Rock Instrumental Performance[2]
- 1992 – Victoires de la Musique, Preis für sein Lebenswerk in Frankreich
- 2001 – Ehrenmedaille der Stadt Avranches, Frankreich, wo Jean Luc Ponty geboren wurde
- 2007 – Preisverleihung in Stuttgart, die German Jazz Trophy[3]
- 2009 – Chevalier de la Legion d'Honneur in Frankreich[4]
- 2008 – Preis für sein Lebenswerk in Temuco, Chile
- 2011 – Preis für sein Lebenswerk in Cork, Irland
- 2012 – Großer Preis des Kunstfestivals in Sotschi, Russland
- 2012 – Preis für sein Lebenswerk in Nis, Serbien
- 2016 – Auszeichnung für sein Lebenswerk in Zagreb, Kroatien
- 2016 – Officier de la Legion d'Honneur in Frankreich
- 2024 – Das Album „Beyond The Warrior's Eyes“, produziert von Brian Tarquin als Wohltätigkeitsalbum für US-Veteranen wurde bei den Josie Music Awards in Nashville/USA als Instrumental-Album des Jahres ausgezeichnet. Jean Luc Ponty spielt auf dem Titeltrack[5]

## Diskografie (Auswahl)
- Jazz Long Playing (1964)
- Violin Summit (1966), mit Stéphane Grappelli, Stuff Smith, Svend Asmussen, Kenny Drew, Niels-Henning Ørsted Pedersen, Alex Riel
- Trio HLP (1966), mit Daniel Humair und Eddy Louiss
- George Gruntz Noon in Tunisia (1967)
- Sunday Walk (1967), mit Wolfgang Dauner, Niels-Henning Ørsted Pedersen, Daniel Humair
- Cantaloupe Island (1969)
- Jean-Luc Ponty Experience with the George Duke Trio (1969)
- King Kong: Jean-Luc Ponty Plays the Music of Frank Zappa (1970), mit Ian Underwood, Ernie Watts, George Duke, Buell Neidlinger u. a.
- Open Strings (1971), mit Joachim Kühn, Philip Catherine, Peter Warren, Oliver Johnson
- New Violin Summit (1971), mit Don Sugarcane Harris, Michal Urbaniak, Nipso Brantner, Terje Rypdal, Wolfgang Dauner, Robert Wyatt, Neville Whitehead
- Upon the Wings of Music (1975)
- Aurora (1976)
- Imaginary Voyage (1976)
- Enigmatic Ocean (1977)
- Cosmic Messenger (1978)
- A Taste for Passion (1979)
- Live (1979)
- Civilized Evil (1980)
- Mystical Adventures (1982)
- Individual Choice (1983)
- Open Mind (1984)
- Fables (1985)
- The Gift of Time (1987)
- Storytelling (1989)
- Tchokola (1991) (mit Guy Nsangué Akwa)
- No Absolute Time (1993)
- The Rite of Strings mit Stanley Clarke und Al Di Meola (1995)
- Le Voyage (1996)
- Live at Chene Park (1997)
- The Very Best of Jean-Luc Ponty (2000)
- Life Enigma (2001)
- The Best of Jean-Luc Ponty (2002)
- Live at Semper Opera (2002)
- In Concert (2003) (CD und DVD)
- The Acatama Experience mit Allan Holdsworth und Philip Catherine (2007)
- D-Stringz mit Stanley Clarke und Biréli Lagrène (2015)

### Mit Frank Zappa
- Hot Rats (1969)
- Over-Nite Sensation (1973)
- Apostrophe (’) (1974)
- Shut Up ’n Play Yer Guitar (1981)

### Mit Mahavishnu Orchestra
- Apocalypse (1974)
- Visions Of The Emerald Beyond (1975)

## Film
- 1999 – L. Subramaniam: Violin From the Heart.  Regie: Jean Henri Meunier

## Lexigraphische Einträge
- Ian Carr, Digby Fairweather, Brian Priestley: Rough Guide Jazz. Der ultimative Führer zur Jazzmusik. 1700 Künstler und Bands von den Anfängen bis heute. Metzler, Stuttgart/Weimar 1999, ISBN 3-476-01584-X.
- Leonard Feather, Ira Gitler: The Biographical Encyclopedia of Jazz. Oxford University Press, New York 1999, ISBN 0-19-532000-X.
- Wolf Kampmann (Hrsg.), unter Mitarbeit von Ekkehard Jost: Reclams Jazzlexikon. Reclam, Stuttgart 2003, ISBN 3-15-010528-5.
- Martin Kunzler: Jazz-Lexikon. Band 2: M–Z (= rororo-Sachbuch. Bd. 16513). 2. Auflage. Rowohlt, Reinbek bei Hamburg 2004, ISBN 3-499-16513-9.